# Manifesto de Maio
O Manifesto de Maio foi um documento publicado por Luís Carlos Prestes em 1930, no qual anunciava uma plataforma socialista. O documento foi motivado, em parte, pela adesão de seus ex-companheiros da Coluna Prestes ao varguismo.